# 임관군
임관군(臨關郡)은 신라시대에 수도였던 서라벌의 남동부 지역이며, 중심지는 지금의 경상북도 경주시 외동읍 모화리이다.
임관군은 오늘날 경주시 남부와 울산시 북구 강동동 지역으로 구성되었던 신라의 과거 행정구역이다. 모벌군(毛伐郡) 혹은 모화군(毛火郡)으로도 불리기도 한다.

## 기록

### 삼국사기의 기록
임관군(臨關郡)은 본래 모화군(毛火郡:모화(毛火)는 문화(蚊化)라고도 썼다.)인데 성덕왕이 이곳에 성을 쌓아 일본적(日本賊)의 길을 막았다. 경덕왕이 이름을 고쳤다. 지금(이하 고려시대)은 경주에 합쳐져 속하였다. 영현이 둘이었다. 동진현(東津縣)은 본래 율포현(栗浦縣)이었는데, 경덕왕이 이름을 고쳤다. 지금은 울주에 합쳐져 속하였다. 하곡현(河曲縣:곡(曲)은 서(西)라고도 썼다.)은 파사왕 때 굴아화촌(屈阿火村)을 빼앗아 현(縣)을 설치하였다. 경덕왕이 이름을 고쳤다. 지금의 울주(蔚州)이다.
- 삼국사기 권 제34 잡지 제3 지리1 신라 양주 임관군

### 신당서의 기록
신라는 변한의 후예이다. -중략- 장인들은 키가 3장(丈)인데 이빨은 톱니모양이고 손톱은 갈고리 모양에 몸에 검은 털이 났다. 음식은 안 익혀 먹고 짐승을 잡아 날로 뜯어먹고 심지어 사람까지 잡아먹는다. 그나라에 산이 수십리 이어져 있는 협곡이 있는데 쇠로 문을 만들어 굳게 지켰다. 그 이름을 관문(關門)이라 했다. 항시 쇠뇌를 쏘는 군사 수천명을 두어 지키게 했다.
- 신당서 권220 열전 145, 동이 신라전

## 위치
중심지는 지금의 경주시 외동읍 모화리가 중심지인 것은 확실하지만 정확한 범위가 불분명하다. 경주시 남부 외동읍과 울산시 북구 지역이 옛 임관군 지역으로 추측된다. 더구나 서라벌의 남쪽 관문이자 국방상의 요지이고 울산지방의 현(縣)들을 관할한 무척 큰 고을이었음에도 상세한 역사를 알 수 없다.

## 고적
- 모화(毛火)

당시 임관군의 치소가 있었던 곳으로 지금은 경주시 외동읍에 속해 있다. 모벌(毛伐)이라고도 한다. 울산에서 경주의 불국사로 들어가기 전에 머리털을 깎기 때문에 모화라는 이름이 지어졌다고 한다.
- 관문성(關門城)

지금의 경주시 외동읍 모화리에서부터 울주군 범서읍까지 뻗어 있었던 장성이다. 당시 왜구의 침입을 막기 위해 쌓은 성이며, 조선 시대에는 만리장성이라 불렸다.
- 하곡(河曲)

지금의 경상남도 울산시의 원형 행정구역이었던 임관군의 속현. 아곡(阿曲), 굴아(屈阿), 굴화(屈火), 굴불(屈弗)이라고도 한다. 지금의 울주군 범서읍 굴화리이다. 당시에는 지금의 울산 중구와 남구 대신 울산 일대의 중심지였다.
- 대화사(大和寺)

지금의 울산시 중구 태화동에 있는 현재 태화루가 소재한 곳에 있었던 사찰. 경주시 황룡사, 양산시 통도사와 더불어 부처님의 진신사리를 모셨기 때문에 불상이 없는 적멸도량이었다. 지금은 폐사되었다.
- 개운포(開雲浦)

남북국 시대 신라 당시 처용 설화가 전해지는 지금의 울산시 남구 성암동에 소재한 항구이다.
- 망해사(望海寺)

헌강왕 대에 역신을 물리친 처용을 기리기 위해 지금의 울주군 청량읍에 있는 문수산 동녘에 세워진 사찰이다. 신방사(新房寺)라고 하기도 한다.
- 율포(栗浦)

지금의 경상남도 울산시 북구 정자동에 소재한 항구이자 후신라 시기 율포현의 중심지이다. 757년 동진현(東津縣)으로 개칭하였으며 유포(柳浦)라고도 한다. 현재 울산의 주요 항구가 울산의 시내를 관통하는 태화강 연변에 있는 것과 달리 북구의 동해안에 접해 있다. 박제상이 눌지 마립간의 동생인 미사흔을 구출하기 위해 출항한 곳이다.
- 대왕암(大王岩)

지금의 울산 동구 일산동에 있다. 문무왕비인 자의왕후(慈儀王后)가 문무왕을 따라 신라를 지키겠다는 호국룡이 되겠다는 뜻으로 화장한 곳으로 댕바위라고도 한다.

## 같이 보기
- 울산광역시의 역사
- 동안군
- 삽량주